# باشگاه فوتسال شیراک
باشگاه فوتسال شیراک (انگلیسی: Shirak SC Futsal) یک باشگاه فوتسال حرفه‌ای در ارمنستان می‌باشد که در لیگ برتر فوتسال ارمنستان حضور دارد. این باشگاه در شهر گیومری استان شیراک مستقر می‌باشد و در سال ۱۹۹۸ با نام گیومری فوتسال بنیانگذاری شده‌است. این باشگاه بازی‌های خانگی خود را در تالار ورزشی آرام سارگسیان برگزار می‌کند.

## فصل به فصل
| فصل     | رده | دسته     | مقام |
| ------- | --- | -------- | ---- |
| ۲۰۰۴-۰۵ | ۱   | لیگ برتر | ۵ام  |
| ۲۰۰۵-۰۶ | ۱   | لیگ برتر | ۵ام  |
| ۲۰۰۶-۰۷ | ۱   | لیگ برتر | ۳ام  |
| ۲۰۰۷-۰۸ | ۱   | لیگ برتر | ۵ام  |
| ۲۰۰۸-۰۹ | ۱   | لیگ برتر | ۶ام  |
| ۲۰۱۰    | ۱   | لیگ برتر | ۳ام  |
| ۲۰۱۰–۱۱ | ۱   | لیگ برتر | ۵ام  |
| ۲۰۱۱–۱۲ | ۱   | لیگ برتر | ۳ام  |
| ۲۰۱۲–۱۳ | ۱   | لیگ برتر | ۴ام  |
| ۲۰۱۳–۱۴ | ۱   | لیگ برتر | ۳ام  |
| ۲۰۱۴–۱۵ | ۱   | لیگ برتر | ۳ام  |
| ۲۰۱۵–۱۶ | ۱   | لیگ برتر | ۳ام  |
| ۲۰۱۶–۱۷ | ۱   | لیگ برتر | ۴ام  |
| ۲۰۱۷–۱۸ | ۱   | لیگ برتر | ۳ام  |

## یادداشت
1. ↑  Aram Sargsyan Sports Hall